# Austrotriton radialis
Austrotriton radialis is een uitgestorven slakkensoort uit de familie van de Cymatiidae. De wetenschappelijke naam van de soort werd voor het eerst geldig gepubliceerd in 1888 door Tate als Tritonium radiale.